# Cabildo (Chile)
Cabildo é uma comuna da província de Petorca, localizada na Região de Valparaíso, Chile. Possui uma área de 1.455,3 km² e uma população de 18.916 habitantes (2002).